# Molós
|  | Per a altres significats, vegeu «Molos». |

Segons la mitologia grega, Molós (en grec Μολοσσός Molossos) va ser un rei de l'Epir que va donar el seu nom al poble dels molossos.
Molós fou el primer fill de Neoptòlem, i per tant, net l'heroi Aquil·les. La seva mare era la princesa troiana Andròmaca, l'esposa d'Hèctor, que Neoptòlem s'havia endut com a esclava a Ftia al tornar de la guerra de Troia.
Eurípides va explicar, a través de la tragèdia Andròmaca, la llegenda de Molós. El nen, que havia nascut a Ftia, ja en l'esclavitud, havia estat abandonat en secret per la seva mare, però no havia mort, i en un viatge a Delfos, Neoptòlem el va reconèixer i el va acollir. Però Hermíone, l'esposa legal de Neoptòlem, gelosa del nen perquè ella era estèril, va perseguir Andròmaca i Molós. Andròmaca va ocultar el seu fill durant un temps al temple de Tetis, però Hermíone la va trobar i quan estava a punt de matar Andròmaca i el seu fill, la intervenció de Peleu els va salvar. Més endavant, quan Neoptòlem va morir a mans d'Orestes, Tetis, que sabia que Molós era l'únic descendent de l'estirp d'Èac, va ordenar a Andròmaca que anés a viure a l'Epir. Allà es va casar amb Helen, príncep troià, que va adoptar Molós com a fill seu. Poc abans de morir, Helen va respectar els desitjos de Neoptòlem i va designar hereu Molós. D'aquesta manera va ser com fou proclamat rei de l'Epir.
Una tradició parlava de dos germans de Molós, nascuts també d'Andròmaca i de Neoptòlem, Píel i Pèrgam, que així mateix van ser acollits per Helen.
Les llegendes mitològiques no parlen de la seva descendència però els reis de l'Epir dels segles V, IV i III aC es consideraven Eàcides, és a dir, descendents de l'heroi Èac (fill del rei dels déus Zeus) a través del seu fill Peleu, el seu net Aquil·les, el seu besnet Neoptòlem i el seu rebesnet Molós.

## Vegeu
- Rei de l'Epir
- Molossos